# День автомобіліста (Росія)
«День автомобіліста» — професійне свято працівників автомобільного транспорту, яке відзначалося в Радянському Союзі та зараз відзначається в Російській Федерації щорічно в останню неділю жовтня.

## Історія свята
Це професійне свято було уведено Указом Президії Верховної Ради СРСР від 15 січня 1976 № 2847-IX «Про встановлення щорічного свята „Дня працівників автомобільного транспорту“ та підтверджено 1 жовтня 1980 року, коли Президія Верховної Ради Союзу Радянських Соціалістичних Республік видала Указ № 3018 -Х „Про святкові та пам'ятні дні“, який, серед іншого, наказував заснувати в СРСР в останню неділю жовтня „День автомобіліста“ (який був більш відомий як „День водія“) . 1 листопада 1988 року Верховна Рада СРСР видала ще один Указ № 9724-XI „Про внесення змін до законодавства СРСР про святкові та пам'ятні дні“, проте внесені зміни ніяк не торкнулися цього свята.
На той час, будучи адміністративними одиницями СРСР, всі Радянські Соціалістичні Республіки відзначали „День автомобіліста“ разом, але після перебудови та розпаду Радянського Союзу ситуація змінилася. Здобувши незалежність, деякі республіки перенесли це свято на інший день, деякі змінили його назву, а деякі взагалі його скасували. Однак, існують і такі країни, де свято, як і раніше, існує. Так „День автомобіліста“ в останню неділю жовтня, разом із Російською Федерацією, відзначають також Білорусь та Україна. Є лише одна відмінність: у цих пострадянських республіках, „День автомобіліста“ відзначається одночасно з „Днем дорожника“, а в Росії, згідно з Указом другого Президента РФ Володимира Володимировича Путіна» Про День працівників дорожнього господарства " № 556 від 23 березня 2000 року

## Нормативна база
«День дорожника» було перенесено на третю неділю жовтня. Раніше, з 1996 року, «День працівників автомобільного транспорту та дорожнього господарства» відзначався в РФ на підставі Указу Президента РФ № 1435 від 14 жовтня 1996 року «Про встановлення Дня працівників автомобільного транспорту та дорожнього господарства» 27 жовтня). Указом Президента Російської Федерації «Про День працівника автомобільного та міського пасажирського транспорту» від 25 червня 2012 року № 897 визнано таким, що втратив чинність Указ Президента РФ від 23 березня 2000 р. № 1435 «Про встановлення Дня працівників автомобільного транспорту» та пункт 2 Указу Президента РФ від 23 березня 2000 р. № 556 «Про День працівників шляхового господарства».
У Росії існує ще одне споріднене свято — День військового автомобіліста, який відзначається щорічно 29 травня.